# Майя (гора)
Майя (яп. 摩耶山 Maya-san) — гора высотой 702 метра; которая находится в центре горного хребта Рокко, в районе Нада-ку города Кобе (префектура Хёго). Ночной вид на местность Хансинкан со смотровой площадки Кикусэйдай у самой вершины (690 метра) — очень красив. Он считается одним из трех лучших ночных видов в Японии. Гора Майя — одна из 50 гор префектуры Хёго.

## Общие сведения

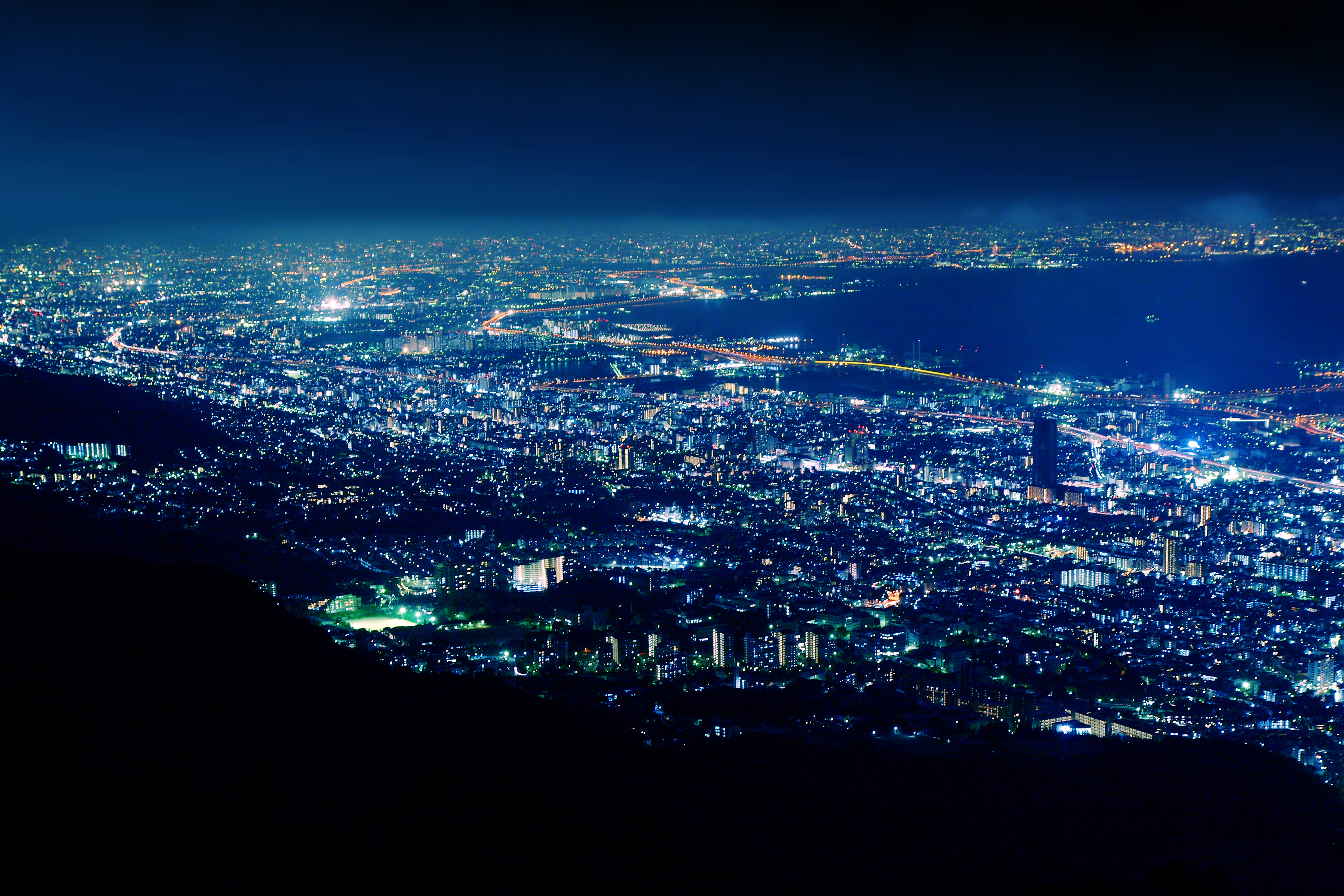
«Ночной пейзаж Кобэ за 10 миллионов долларов»

В районе вершины расположены смотровая площадка Кикусэйдай, станция «Хосиноэки» («Звездная станция») канатной дороги Maya Ropeway, храм Торитэндзё-дзи, натуралистический парк Майя и озеро Ходака. Происхождение названия горы связывают с тем, что монах Кукай поместил в храме Тэндзёдзи статую госпожи Майя, матери Будды Шакьямуни.
На горе Майя раньше была гостиница «Горная вилла Майя», которая открылась в июле 1954 года, но прекратила свою деятельность в ноябре 1968 года, после чего здание было снесено. Затем, в апреле 1970 года, на том же месте было построено и открылось общественное общежитие Maya Lodge. В июле 2001 года оно было капитально отремонтировано и заново открылось как Hôtel de Maya. Но 31 марта 2021 года отель окончательно закрылся.
На вершине горы находится телерадиостанция Майя. Это главная станция для телевизионного вещания и FM-радиовещания, а также крупная трансляционная телестанция, расположенная в районе Нада-ку, город Кобе, префектура Хёго.

## Достопримечательности
- «Кикусэйдай» — смотровая площадка у вершины горы Майя
- храм Торитэндзё-дзи
- исторический парк Майя — руины старого храма Тэндзёдзи, сгоревшего в 1976 году[3]
- муниципальный «Дом природы» (г. Кобе)
- озеро Ходака

## Фотографии

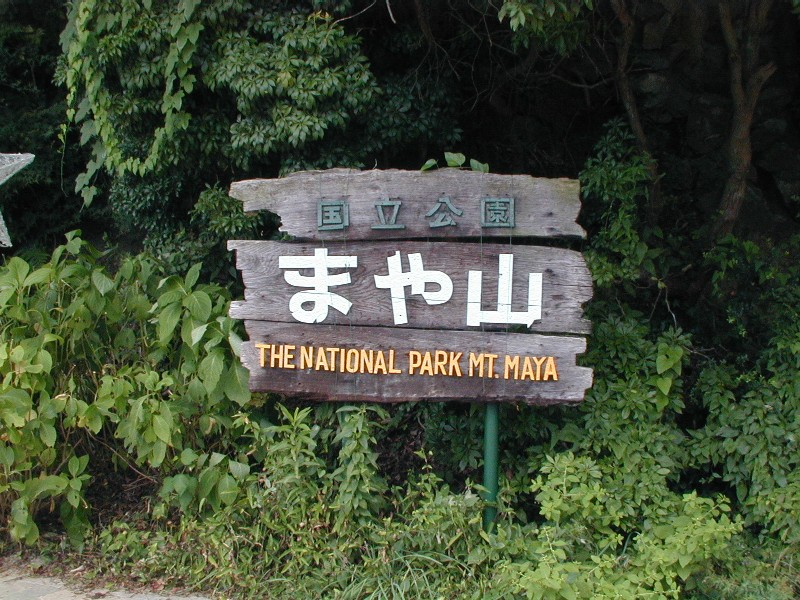
Вывеска национального парка
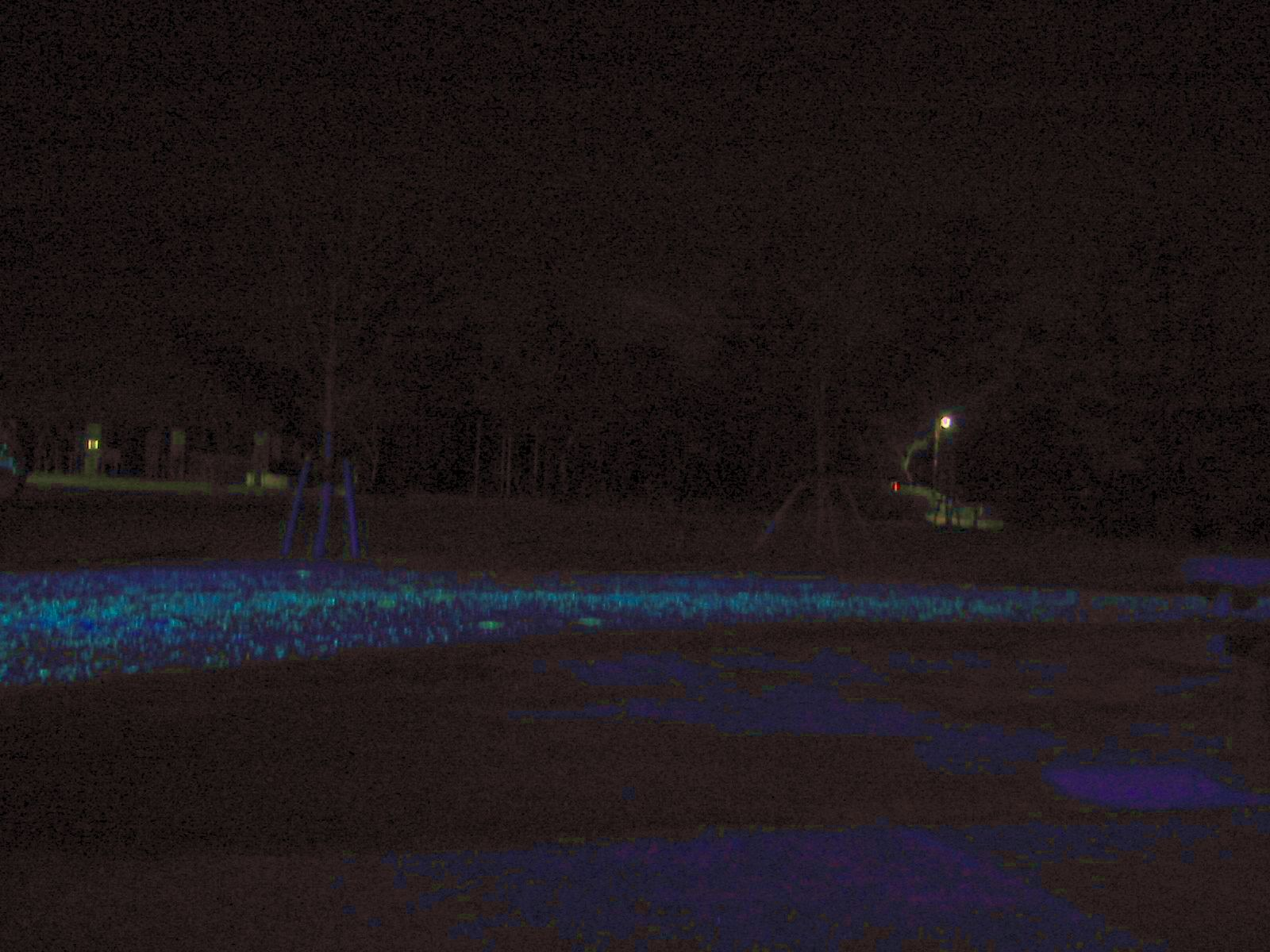
Киракира-комити
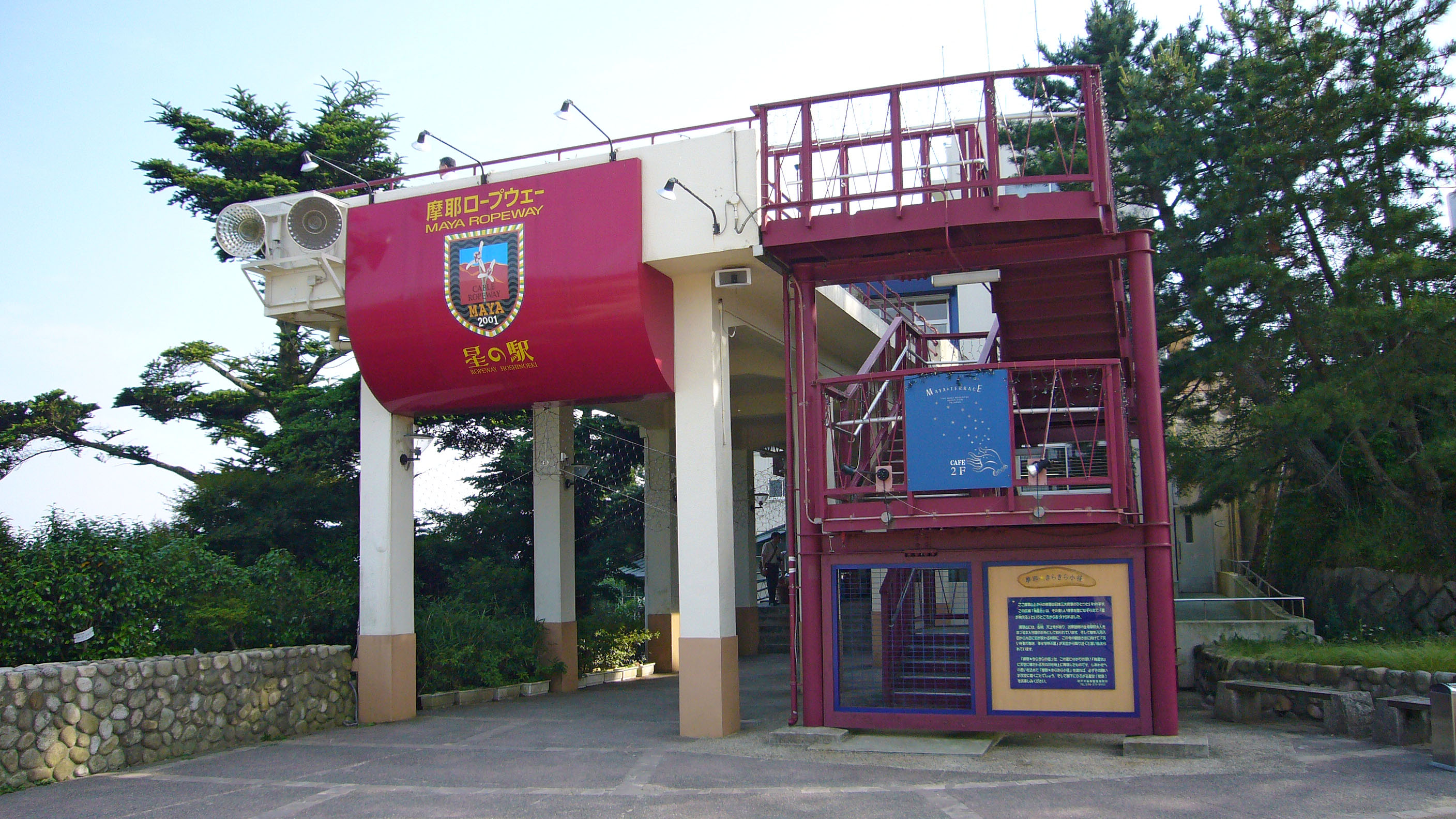
станция «Хосиноэки» канатной дороги Maya Ropeway